# Born to Be Wild – Die Jagd nach dem schwarzen Panther
Born to Be Wild – Die Jagd nach dem schwarzen Panther (Originaltitel Bookworm, engl. für „Bücherwurm“) ist eine Abenteuerkomödie von Ant Timpson. Der auf der Südinsel Neuseelands spielende Film mit Elijah Wood und Nell Fisher in den Hauptrollen als Vater und Tochter feierte im Juli 2024 beim Fantasia International Film Festival seine Premiere und kam im weiteren Verlauf des Monats in die neuseeländischen Kinos.

## Handlung
Die 11-jährige Mildred lebt in Canterbury auf der Südinsel Neuseelands und ist ein richtiger Bücherwurm. Bei ihren Mitschülern ist sie nicht sonderlich beliebt, auch weil sie durch ihre Art zu reden kultivierter als diese zu klingen versucht. Ihr Leben wird völlig auf den Kopf gestellt, als ihr abgehalfterter Vater Strawn Wise aus den USA kommt, um sich um sie zu kümmern, während ihre Mutter Zo nach einem Toasterunfall im Krankenhaus im Koma liegt. Strawn und sie hatten sich in den USA kennengelernt, und Mildred war das Ergebnis eines One-Night-Stands. Vater und Tochter haben sich bislang noch nie getroffen.
Strawn ist Magier oder Illusionist, wie er sich selbst bezeichnet, arbeitete in Las Vegas und hofft, das belesene Mädchen beim gemeinsamen Zelten in der rauen Wildnis Neuseelands kennenlernen und für sich gewinnen zu können. Er will bei ihrem Ausflug nach einem mythologischen Tier, bekannt als der „Canterbury Panther“, suchen helfen, einem Riesenpanther, der hier in den Wäldern leben soll. Mildred erhofft sich ein Preisgeld in Höhe von 50.000 Dollar für einen Videobeweis von dem mythischen Tier. Sie würde davon gerne die Schulden ihrer Mutter begleichen.

## Produktion

### Filmstab, Besetzung und Synchronisation
Regie führte Ant Timpson. Es handelt sich bei Born to Be Wild – Die Jagd nach dem schwarzen Panther um seinen zweiten Spielfilm. Das Drehbuch stammt von Toby Harvard, der bereits für Timpsons Regiedebüt Come to Daddy tätig war.
Die britisch-neuseeländische Nachwuchsschauspielerin Nell Fisher, bekannt aus dem Horrorfilm Evil Dead Rise, spielt die 11-jährige Mildred und Elijah Wood ihren Vater, den Magier Strawn Wise. Er war bereits in Timpsons Come to Daddy in einer Hauptrolle zu sehen. Bei der Horrorkomödie The Greasy Strangler – Der Bratfett-Killer von Jim Hosking, für die Harvard das Drehbuch schrieb, war Wood als Produzent tätig. Eine weitere Rolle übernahm der irische Schauspieler und Komiker Michael Smiley. Er spielt den Herzchirurgen Jethro mit dem sich Mildred und ihr Vater während der Wanderung anfreunden und der ihnen gemeinsam mit seiner von Vanessa Stacey gespielten Partnerin bei der Suche nach dem Panther hilft. Morgana O’Reilly spielt Mildreds im Koma liegende Mutter Zo.
Die deutsche Synchronisation entstand nach einem Dialogbuch von Ulrike Lau und der Dialogregie von Heinz Burghardt im Auftrag der Think Global Media GmbH in Berlin.
| Darsteller       | Synchronsprecher     | Rolle        |
| ---------------- | -------------------- | ------------ |
| Nell Fisher      | Alma van Cauwelaert  | Mildred      |
| Elijah Wood      | Timmo Niesner        | Strawn Wise  |
| Vanessa Stacey   | Almut Zydra          | Angelina     |
| Michael Smiley   | Oliver Siebeck       | Arnold       |
| Millen Baird     | Patrick Giese        | Arzt         |
| Nikki Si'ulepa   | Magdalena            | Helmig Dotty |
| Theo Shakes      | Alexander Ziegenbein | Reginald     |
| Morgana O'Reilly | Vera Bunk            | Zo           |

### Dreharbeiten und Filmmusik
Die Dreharbeiten wurden im Frühjahr 2023 begonnen und fanden unter anderem in der Kleinstadt Methven in der Region Canterbury auf der Südinsel von Neuseeland statt. Hier wurden auch die Filme der Der-Herr-der-Ringe-Trilogie von Peter Jackson gedreht, mit Wood in der Hauptrolle. Auch mit Kameramann Daniel Katz arbeitete Timpson bereits für Come to Daddy zusammen.
Die Filmmusik komponierte der Neuseeländer Karl Sölve Steven, der zuletzt vorwiegend für Fernsehserien, aber auch die Dokumentarfilme Never Look Away von Lucy Lawless und Rebel Nun von Dominic Sivyer tätig war. Das Soundtrack-Album mit insgesamt zehn Musikstücken wurde am 29. August 2024 als Download veröffentlicht.

### Marketing und Veröffentlichung
Der erste Trailer wurde Anfang Juni 2024 vorgestellt. Die Premiere fand am 18. Juli 2024 beim Fantasia International Film Festival statt, wo Born to Be Wild – Die Jagd nach dem schwarzen Panther als Eröffnungsfilm gezeigt wurde. Im Vorfeld sicherte sich Vertical Entertainment die Vertriebsrechte für die USA. Am 4. Juli 2024 kam Born to Be Wild – Die Jagd nach dem schwarzen Panther in die neuseeländischen Kinos. Mitte August 2024 wurde er beim Melbourne International Film Festival vorgestellt. Der Kinostart des Films in Australien erfolgte am 29. August 2024. Ende August 2024 wurde er auch beim FrightFest gezeigt. Im September 2024 wird er beim Fantastic Fest und Anfang Oktober 2024 beim Sitges Film Festival vorgestellt. Am 27. Februar 2025 soll der Film unter dem Titel Born to Be Wild – Die Jagd nach dem schwarzen Panther auf DVD veröffentlicht werden.

## Rezeption

### Kritiken
Von den bei Rotten Tomatoes aufgeführten Kritiken sind 91 Prozent positiv. Bei Metacritic erhielt der Film einen Metascore von 64 von 100 möglichen Punkten.
Matt Zoller Seitz schreibt in seiner Kritik, Elijah Woods Ruhm sei so stark von Peter Jacksons Herr-der-Ringe-Trilogie geprägt, dass seine nachfolgenden, ebenfalls oft sehr starken Arbeiten davon in den Schatten gestellt wurden. Mit Born to Be Wild – Die Jagd nach dem schwarzen Panther füge er seiner Karriere eine weitere denkwürdige Leistung hinzu. Wood nutze seine ausdrucksstarken Augen und seine warme Stimme, um einem wohlmeinenden, aber eher glücklosen Charakter Leben einzuhauchen, der seinen inneren Vater gerade dann findet, wenn es am wichtigsten ist. Nell Fisher stelle in der Rolle seiner Tochter ebenfalls ihr Talent unter Beweis. Man stelle die Glaubwürdigkeit der von ihr gespielten Mildred nie in Frage, egal wie wenig lebensnah alles ist, was sie sagt oder tut. Fisher wäre daher eine wunderbare Matilda geworden.

### Auszeichnungen
Fantasia International Film Festival 2024
- Auszeichnung mit dem Publikumspreis in Gold[20]